# Scopula inspersata
Scopula inspersata là một loài bướm đêm trong họ Geometridae.